# Дамгальнуна

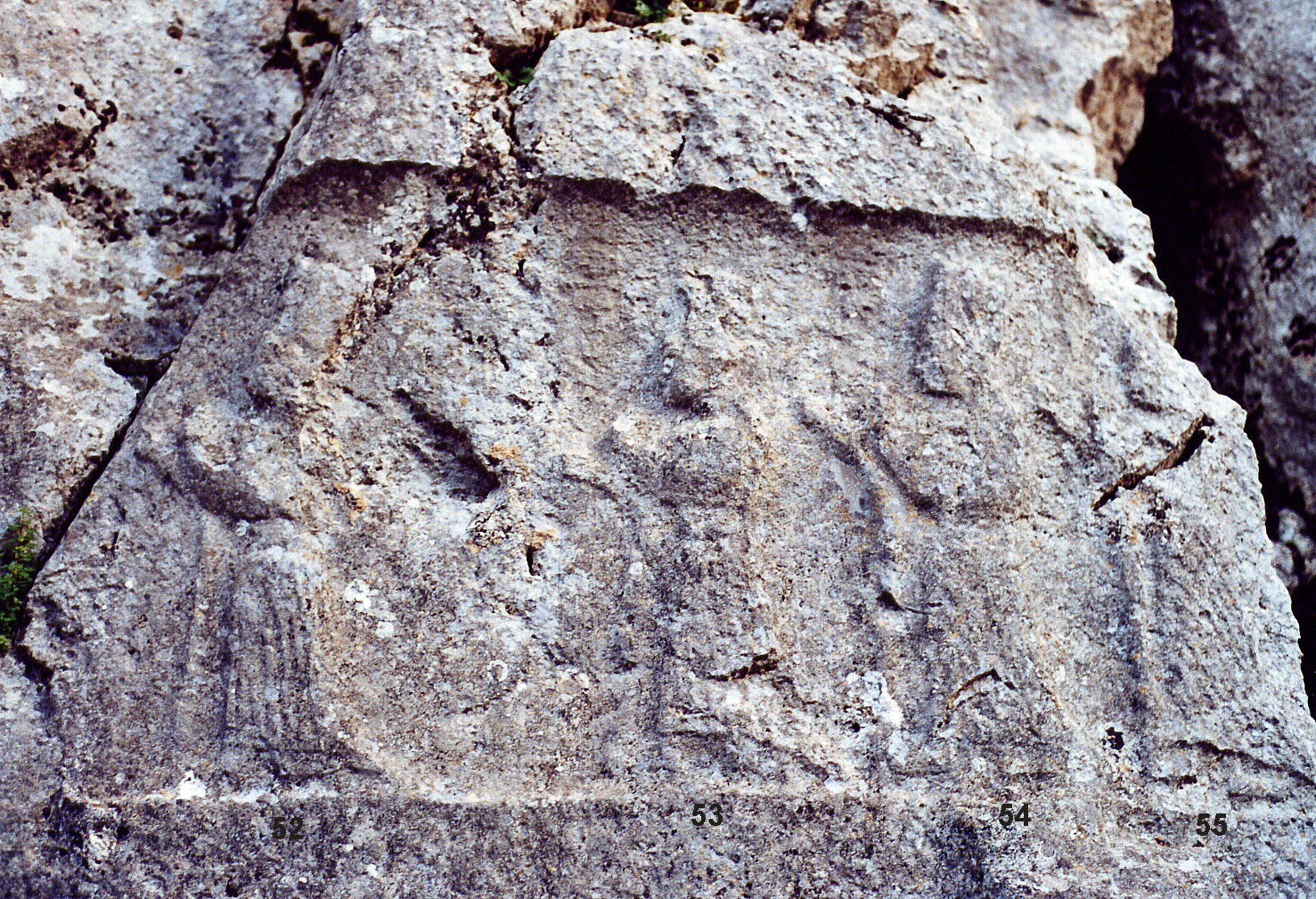
Процесія богинь, зокрема Дамгальнуни, святилище Язиликая

Дамгальнуна (шум. Велика дружина, аккад. Дамкіна) або Домкіна — в шумеро-аккадській міфології дружина бога мудрості Енкі (Еа). У вавилонських текстах вважається матір'ю Мардука, ототожнюється з Нінхурсаг.
Шанувалася в містах Умма та Лагаш, але найбільше — в Мальгіумі. У скороченій формі «Дамгаль» ім'я богині зустрічається вже в теофорних іменах текстів з Фари (XXVI ст. до н. е.). Згадується в «Енума Еліша».
У грецьких джерелах її ім'я зустрічається в формі Дауке.